# Indicación (medicina)
En medicina, una indicación es el término que describe una razón válida para emplear una prueba diagnóstica, un procedimiento médico, un determinado medicamento, o técnica quirúrgica. 
Las indicaciones para los fármacos están reguladas estrictamente por los organismos internacionales, nacionales, regionales o locales. También por colegios profesionales o por instituciones específicas, que autorizan la inclusión en el "marbete" de la frase "Indicaciones y Uso". 
Lo opuesto a "indicación" es contraindicación.